# Gustav Mahler
Gustav Mahler, avstrijski skladatelj in dirigent, * 7. julij 1860, Kaliště, Avstro-Ogrska (danes Češka), † 18. maj 1911, Dunaj, Avstro-Ogrska (danes Avstrija).

## Življenje
Gustav Mahler se je rodil v majhni vasi Kaliště na Češkem blizu moravske meje, ki je tedaj spadala pod avstro-ogrsko. Kot sin judovskega krčmarja Bernarda Mahlerja in lastnika žganjarne je zgodaj pokazal talent za glasbo. Mati Marie Herrmann je bila iz premožne družine proizvajalca mila, v zakonu je rodila dvanajst otrok; pet jih je umrlo v otroštvu, trije nekoliko kasneje. 
Mahler je preživljal težko mladost saj je bil priča celi vrsti smrti tako v družini kot med prijatelji, predvsem pa so ga morili prepiri med starši in očetov značaj. Družina Mahler je leta 1860 prodala svojo gostilno in destilarno v Kalištu ter se preselila v moravsko mesto Jihlava, kjer je Mahler preživel večino svoje mladosti. Ko je bil star štiri leta, se je začel učiti harmoniko, kmalu zatem pa tudi klavir. Veliko je bral, poslušal ljudsko glasbo in ples ob raznih priložnostih. Pri desetih letih je prvič nastopil kot pianist in z dvanajstimi leti koncertiral s tehnično zahtevno glasbo Liszta in Thalberga. Pri petnajstih letih je odšel na priporočilo družinskega prijatelja na Dunaj in študiral na konservatoriju klavir pri Juliusu Epsteinu ter kompozicijo pri Franzu Krennu.
Leta 1877 je končal gimnazijo v Jihlavi, nato pa leta 1878 diplomiral na konservatoriju. Študiral je ob podpori družine, po očetovi prezgodnji smrti ga je podpirala starejša sestra. Na dunajski visoki šoli za glasbo je bil fanatično priden študent. Kot najstarejši in najuspešnejši otrok v družini je gmotno pomagal svojim petim bratom in sestram, saj so starši umrli pred njegovim tridesetim letom, in ta dolžnost mu je zagrenila mladost.
Leta 1880 je Gustav Mahler postal dirigent v poletnem gledališču v Bad Hallu. Po tlaki zgodnjih let, ki jih je prebil kot slabo plačan dirigent v Ljubljani (1881-1882), Olomoucu (1883), Kasslu (1883-1885), Pragi z režiserjem Angelom Neumannom (julij 1885-1886), Leipzigu (julij 1886-maj 1888), kjer je nadomeščal Arthurja Nikischa, s katerim je prišlo do rivalstva, in v Budimpešti (oktober 1888-marec 1891), kjer je bil direktor Royal Opera House in tudi režiser, je prišel leta 1883 prvič na festival v Bayreuth, kjer je videl predstave in spoznal Cosima ter Siegfrieda Wagnerja.
Od marca 1891 do aprila 1897 je bil v Hamburgu prvi dirigent v Stadt-Theater, po smrti Hansa von Bülowa pa na simfoničnih koncertih. Tega leta se je tudi spreobrnil v katolika, kar je imelo pozitiven vpliv na njegovo kariero.
Leta 1897 je najprej prevzel vodenje Cesarske filharmonije, kasneje pa postal umetniški vodja dunajske Opere. Vzkipljivi in občutljivi umetnik je v tej častitljivi ustanovi od vseh neizprosno zahteval popolno predanost glasbi. Nakopal si je kopico nasprotnikov in leta 1907 so ga končno spodnesli s pomočjo umazanih, z antisemitizmom začinjenih intrig.
Od leta 1897 do 1907 je bila Mahlerjeva kariera zelo uspešna. Med leti na Dunaju je potoval po vsej Evropi, bil v Sankt Peterburgu, Benetkah, Rimu, Parizu, Amsterdamu in Ameriki.
Z Dunaja se je januarja 1908 umaknil v New York, kjer je najprej dirigiral v Metropolitanski operi. Delal z najboljšimi pevci, med drugim z Enricom Carusom, Emmy Destinni in Leom Slezakom. Od 1. novembra 1909 je vodil koncerte filharmoničnega orkestra, vendar mu je vidno pešalo srce. Izčrpan od garanja (leta in leta je počitnice porabljal za komponiranje svojih orjaških simfonij) se je iz Amerike vrnil domov umret. Najprej je šel v Pariz, nato pa na Dunaj, kjer je 18. maja 1911 umrl. Pokopan je na pokopališču Grinzinger.

## Delo
Mahler je bil eden največjih dirigentov svojega časa.
Danes Mahlerja obravnavamo kot enega najpomembnejših pozno-romantičnih skladateljev. Za njegov duhovni svet je značilna zmožnost silovitega čustvenega podoživljanja univerzalnih umetniških, filozofskih ter religioznih idej in nasprotij med njimi. Z izjemama zgodnjega klavirskega kvinteta in Totenfeier (izvirne različice prvega stavka njegove 2. simfonije) je Mahlerjev opus sestavljen le iz simfoničnih ter vokalnih del. Poleg devetih dokončanih in oštevilčenih simfonij (deseta je nedokončana) so njegova osrednja dela še cikel pesmi Lieder eines fahrenden Gesellen (Popotnikove pesmi), Kindertotenlieder ter sinteza simfoničnega in vokalnega cikla Das Lied von der Erde (Pesem o Zemlji).

### Dela
- 1. simfonija (D dur, »Titan«, 1884–1888); polni orkester; Premiera: 20. november 1889 v Budimpešti pod vodstvom skladatelja
- 2. simfonija (c mol, »Vstajenje«, 1888–1894); polni orkester, orgle, dva vokalna solista (sopran, alt) in zbor; Premiera: 13. december 1895 v Berlinu pod taktirko skladatelja
- 3. simfonija (d mol, 1895–1896); polni orkester, vokalni solisti (alt), ženski in deški zbor; Prva izvedba: 9. junij 1902 v Krefeldu pod vodstvom skladatelja
- 4. simfonija (G dur, 1899–1901); orkester, vokalni solisti (sopran); Premiera: 25. november 1901 v Münchnu pod vodstvom skladatelja
- 5. simfonija (cis mol, 1901–1902); polni orkester; Premiera: 18. oktober 1904 v Kölnu pod vodstvom skladatelja
- 6. simfonija (a mol, »Tragična« (1903–1904); polni orkester; Premiera: 27. maj 1906 v Essnu pod vodstvom skladatelja
- 7. simfonija (e mol, »Pesem noči«, 1904–1905); polni orkester; Premiera: 19. september 1908 v Pragi pod vodstvom skladatelja
- 8. simfonija (Es dur, »Simfonija tisočev«, 1906); zelo velik orkester, orgle, osem vokalnih solistov, dva velika mešana zbora in zbor dečkov; Premiera: 12. september 1910 v Münchnu pod vodstvom skladatelja
- 9. simfonija (D dur, »Zemeljska žalost« in »Ozarjeno hrepenenje«, 1909–1910); polni orkester; Premiera: 26. junij 1912 na Dunaju (posthumno) Dirigent: Bruno Walter
- 10. simfonija (fis mol/dur, 1910, dokončan je samo 1. stavek); polni orkester; Prva izvedba Adagio in Purgatorio: 12. oktober 1924 na Dunaju (posthumno) Dirigent: Franz Schalk
- Pesem Zemlje: Orkestracija: polni orkester in dva vokalna solista (alt / tenor in bariton / tenor); tudi različica klavir; Premiera: 20. november 1911 v Münchnu (posthumno) Dirigent: Bruno Walter

### Zborovska glasba
Das klagende Lied (Pesem žalovanja) - Simfonična kantata za soliste, zbor in orkester na besedilo Ludwiga Bechsteina; napisana 1878-1880, revidirana (na 3 dele), 1893 in 1898; Premiera: 17. februar 1901 na Dunaju (revidirana različica, v 2 delih 1. del Gozdna pravljica se črta) pod taktirko skladatelja

## Galerija
- Rojstna hiša v Kalištu (takrat Mejna grofija Moravska), kjer je preživel prve 3 mesece življenja
- Mahler kot otrok, 1865, prva znana Mahlerjeva fotografija
- Hiša staršev skladatelja Antona Krisperja v Ljubljani, kjer je stanoval od septembra 1881 do aprila 1882
- Portret, 1893
- Hiša v Leipzigu, kjer je skomponiral 1. simfonijo
- Prva skladateljska hišica v Steinbachu am Attersee (Zgornja Avstrija)
- Druga skladateljska hišica v Majrobniku na Vrbskem jezeru. Tu so nastale najpomemnejše simfonije 5–8.
- Mahlerjeva vila na Vrbskem jezeru
- Tretja skladateljska hišica v Toblachu/Dobbiacu (danes Italija)
- Žena Alma Mahler
- Alma s hčerama Mario (1902–1907) in Anno (1904–1988)
- Mahlerjev kip Augusta Rodina iz leta 1909
- Vaje za krstno izvedbo 8. simfonije, München 1910
- Izvedba 8. simfonije v Ljubljani leta 2011 s 1150 izvajalci, dirigent Valerij Gergijev
- Grob na pokopališču Grinzinger na Dunaju